# Maurice Crum
Maurice Crum, Jr. (29 de mayo de 1986 en Riverview, Florida) es un jugador profesional de fútbol americano juega la posición de linebacker para Sacramento Mountain Lions en la United Football League. Firmó como agente libre en 2009 con California Redwoods. Como colegial jugó en Notre Dame.

## Estadísticas UFL
|           |        |        | Defensa |     |      |     |     |    |
| Temporada | Equipo | Safety | Tkl     | Ast | Tot  | Sck | Yds | FF |
| 2009      | CAR    | -      | 10      | 14  | 17.0 | 0.0 | 0   | 1  |
| 2010      | SML    | 1      | 18      | 7   | 21.5 | 2.0 | 17  | 1  |
| Total     | Total  | 1      | 28      | 21  | 38.5 | 2.0 | 17  | 2  |